# Маха Накхон
13°43′25″ пн. ш. 100°31′42″ сх. д. / 13.723611111111° пн. ш. 100.52833333333° сх. д.
МахаНакхон (тай. มหานคร, укр. Великий Метрополіс) — багатофункціональний хмарочос, розташований за адресою: 114 Naradhiwas Road (район Банграк, Бангкок, Таїланд). Будівля заввишки 314 метрів є другою за висотою в Таїланді і 63-ю за висотою в Азії.

## Опис
Будинок має дуже незвичайний зовнішній вигляд, ніби з нього по спіралі вирізали безліч пікселів (точніше, вокселів). При найближчому розгляді з'ясовується, що у цих «відсутніх вокселях» розташовані балкони та тераси. Архітектурне бюро Шеєрена говорить про це так: «…ретельно вирізані, щоб уявити тривимірну стрічку архітектурних пікселів, що звиваються вгору до повної висоти вежі, щоб показати внутрішнє життя будівлі». У конструкції використаний світлопрозорий фасад. У хмарочосі є готель The Edition Boutique Hotel на 159 номерів, 209 житлових квартир Ritz-Carlton, торгові точки (в тому числі Dean & DeLuca) загальною площею 10 000 м², ресторан L'Atelier de Joël Robuchon. Вартість квартир у цьому будинку коливається від 1,1 до 17 мільйонів доларів — це один із найдорожчих кондомініумів Бангкока; найдорожча квартира хмарочоса (і всього Таїланду) має два поверхи, площа 1500 м², і в лютому 2013 продавалася за 480 мільйонів батів. На даху хмарочоса знаходяться бар та оглядовий майданчик. Поряд з хмарочосом збудований супутник — 7-поверховий «Куб». Незважаючи на дуже юний вік, хмарочос вже має кілька престижних архітектурних нагород.
Вартість будівництва склала, за різними даними, 515—640 мільйонів доларів, у тому числі 235 мільйонів у проєкт інвестувала американська фірма Apollo Global Management, а 70 мільйонів — американська Goldman Sachs.
Основні характеристики
- Будівництво: 20 червня 2011 — серпень 2016 (за іншими даними — травень 2016)
- Висота: 314 м[1] (за іншими даними — 313 м)
- Довжина × Ширина: 39 × 39 м
- Поверхів: 77 + 1
- Ліфтів: 22 (макс. швидкість 8 м/с))[14]
- Площа приміщень: 131 017[14] — 150 000 м²
- Паркувальних місць: 899[14]
- Архітектор: Оле Шеерен[de] (Німеччина)[15][16]
- Забудовник та власник: Pace Development[en][17]
- Вартість будівництва: 18 млрд батів (515 млн доларів); за іншими даними — 21 млрд батів (620 млн доларів)[8] ; за іншими даними — 22 млрд батів[5]

## Історія
Рішення про будівництво найвищого хмарочоса країни оприлюднено 23 липня 2009 року. Власне будівництво почалося 20 червня 2011 року. До жовтня 2013 року збудували 4 поверхи, до вересня 2014 — 45, до грудня 2014 — 60. У квітні 2015 року будівля досягла своєї максимальної розрахункової висоти, і в серпні (або в травні) 2016 року будівництво завершили. У вересні 2016 року в хмарочос в'їхали перші мешканці.

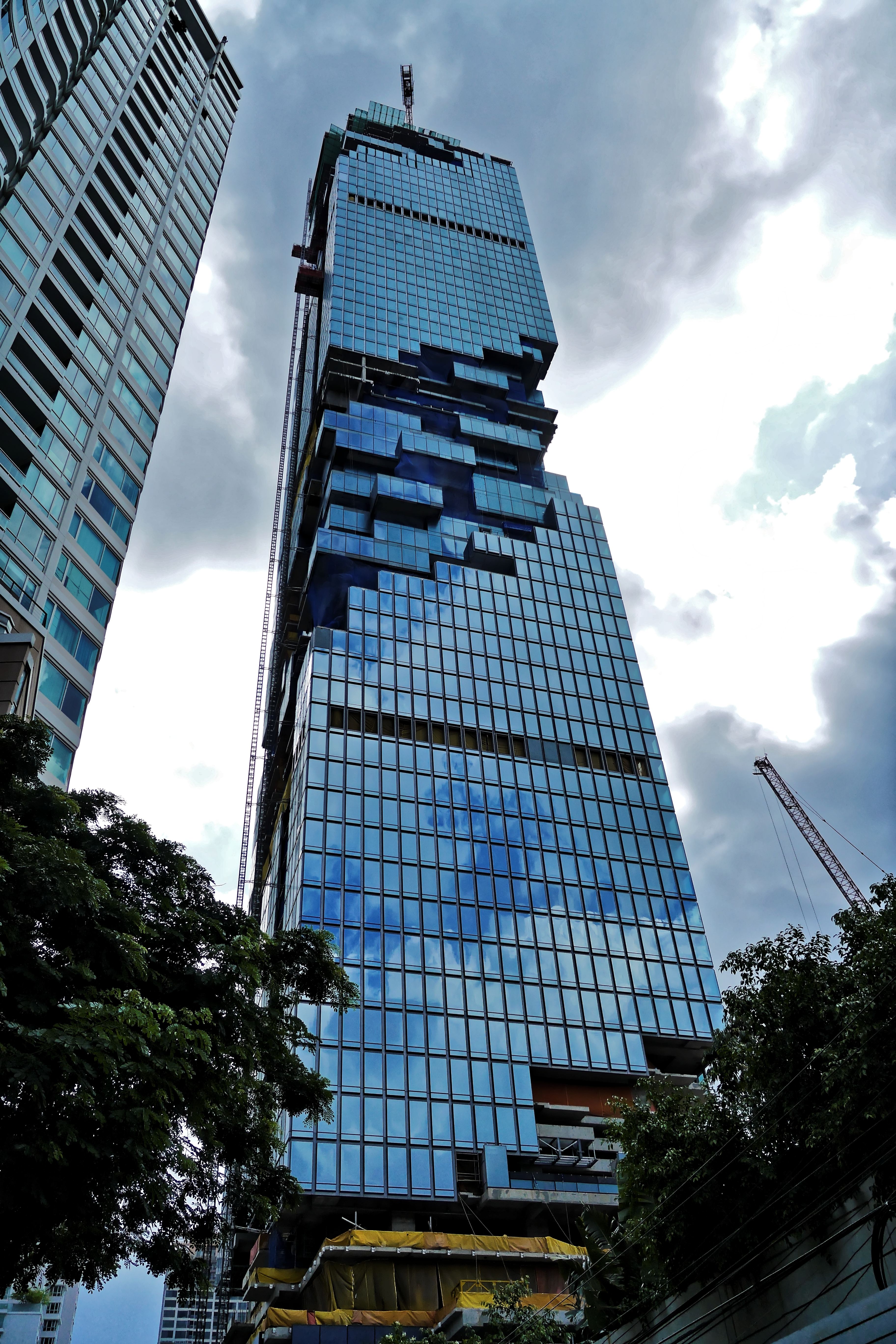
Хмарочос поблизу…
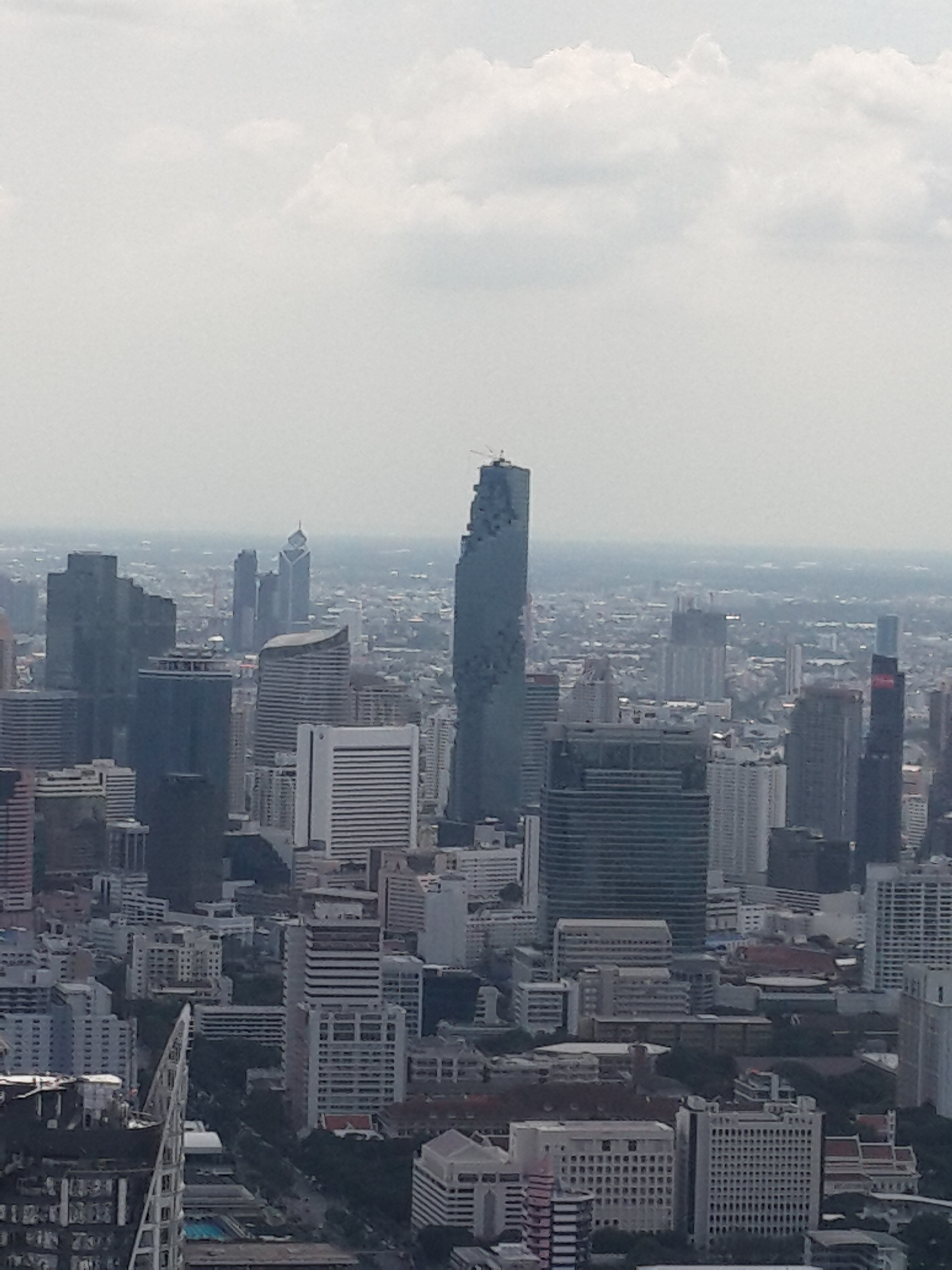
…і здалеку.